# Tir aux Jeux olympiques d'été de 2024 - Carabine à 50 m 3 positions hommes
Navigation
Tokyo 2020 Los Angeles 2028
L'épreuve masculine de carabine à 50 mètres 3 positions des Jeux olympiques d'été de 2024 se déroule les 31 juillet et 1er août 2024 au Centre national de tir sportif à Châteauroux, en France, à environ 260 km au sud de Paris.

## Records
Avant cette compétition, les records dans cette discipline étaient les suivants : 

## Programme
| Date                | Horaire | Manche        |
| ------------------- | ------- | ------------- |
| Mercredi 31 juillet | 9 h     | Qualification |
| Jeudi 1er août      | 9 h 30  | Finale        |

## Médaillés
| Or              | Argent               | Bronze               |
| Liu Yukun (CHN) | Serhiy Koulich (UKR) | Swapnil Kusale (IND) |

## Résultats détaillés

### Qualification
Les 8 meilleurs tireurs se qualifient pour la finale (Q).
| Rang | Athlète                     | Pays            | Tir à genoux | Tir couché | Tir debout | Total   | Notes |
| ---- | --------------------------- | --------------- | ------------ | ---------- | ---------- | ------- | ----- |
| 1    | Liu Yukun                   | Chine           | 199          | 197        | 198        | 594-38x | Q     |
| 2    | Jon-Hermann Hegg            | Norvège         | 198          | 198        | 197        | 593-36x | Q     |
| 3    | Serhiy Kulish               | Ukraine         | 199          | 199        | 194        | 592-39x | Q     |
| 4    | Lucas Kryzs                 | France          | 199          | 199        | 194        | 592-35x | Q     |
| 5    | Lazar Kovačević             | Serbie          | 199          | 198        | 195        | 592-33x | Q     |
| 6    | Tomasz Bartnik              | Pologne         | 195          | 199        | 197        | 591-40x | Q     |
| 7    | Swapnil Kusale              | Inde            | 198          | 197        | 195        | 590-38x | Q     |
| 8    | Jiří Přívratský             | Tchéquie        | 195          | 199        | 196        | 590-35x | Q     |
| 9    | Petr Nymburský              | Tchéquie        | 196          | 199        | 195        | 590-32x |       |
| 10   | Patrik Jány                 | Slovaquie       | 194          | 199        | 196        | 589-34x |       |
| 11   | Aishwary Pratap Singh Tomar | Inde            | 197          | 199        | 193        | 589-33x |       |
| 12   | Marcus Madsen               | Suède           | 198          | 196        | 195        | 589-26x |       |
| 13   | Victor Lindgren             | Suède           | 197          | 194        | 198        | 589-25x |       |
| 14   | Edoardo Bonazzi             | Italie          | 195          | 197        | 196        | 588-38x |       |
| 15   | Romain Aufrère              | France          | 194          | 197        | 197        | 588-34x |       |
| 16   | Du Linshu                   | Chine           | 198          | 198        | 192        | 588-33x |       |
| 17   | Maximilian Ulbrich          | Allemagne       | 195          | 198        | 195        | 588-25x |       |
| 18   | Islam Satpayev              | Kazakhstan      | 196          | 197        | 195        | 588-24x |       |
| 19   | Danilo Sollazzo             | Italie          | 197          | 198        | 192        | 587-33x |       |
| 20   | Ivan Roe                    | États-Unis      | 198          | 197        | 192        | 587-32x |       |
| 21   | István Péni                 | Hongrie         | 193          | 200        | 194        | 587-28x |       |
| 22   | Christoph Dürr              | Suisse          | 196          | 200        | 190        | 586-32x |       |
| 23   | Ole Martin Halvorsen        | Norvège         | 196          | 200        | 190        | 586-32x |       |
| 24   | Aleksi Leppa                | Finlande        | 195          | 198        | 193        | 586-31x |       |
| 25   | Konstantin Malinovskiy      | Kazakhstan      | 197          | 196        | 193        | 586-29x |       |
| 26   | Miran Maričić               | Croatie         | 194          | 198        | 193        | 585-31x |       |
| 27   | Jack Rossiter               | Australie       | 195          | 199        | 191        | 585-27x |       |
| 28   | Alexander Schmirl           | Autriche        | 193          | 199        | 193        | 585-26x |       |
| 29   | Michael Bargeron            | Grande-Bretagne | 196          | 197        | 191        | 584-28x |       |
| 30   | Nyantaigiin Bayaraa         | Mongolie        | 194          | 197        | 193        | 584-26x |       |
| 31   | Petar Gorša                 | Croatie         | 195          | 197        | 191        | 583-32x |       |
| 32   | Zalán Pekler                | Hongrie         | 194          | 195        | 193        | 582-32x |       |
| 33   | Naoya Okada                 | Japon           | 195          | 196        | 191        | 582-26x |       |
| 34   | Dane Sampson                | Australie       | 193          | 197        | 191        | 581-27x |       |
| 35   | Andreas Thum                | Autriche        | 191          | 198        | 191        | 580-24x |       |
| 36   | Carlos Quezada              | Mexique         | 194          | 195        | 193        | 579-27x |       |
| 37   | Maciej Kowalewicz           | Pologne         | 191          | 197        | 191        | 579-26x |       |
| 38   | Rylan Kissell               | États-Unis      | 196          | 192        | 191        | 579-25x |       |
| 39   | Thongphaphum Vongsukdee     | Thaïlande       | 194          | 193        | 191        | 578-25x |       |
| 40   | Israel Gutierrez            | Salvador        | 189          | 197        | 190        | 576-20x |       |
| 41   | Ibrahim Korayiem            | Égypte          | 194          | 196        | 186        | 576-17x |       |
| 42   | Tye Ikeda                   | Canada          | 190          | 195        | 192        | 575-26x |       |
| 43   | Fathur Gustafian            | Indonésie       | 192          | 193        | 189        | 574-19x |       |
| 44   | Park Ha-jun                 | Corée du Sud    | 185          | 196        | 191        | 572-23x |       |

### Finale
Après les 3 séries de tirs (à genoux, couché et debout), les 2 moins bons tireurs sont éliminés. Il y a ensuite 5 tirs debout supplémentaires et à chaque tir, le moins bon tireur est éliminé de sorte qu'au dernier tir, ils ne soient plus que deux en compétition.
| Rang                                | Athlète                | Série à genoux | Série à genoux | Série à genoux | Série couché | Série couché | Série couché | Série debout | Série debout | Tirs debout | Tirs debout | Tirs debout | Tirs debout | Tirs debout | Total |
| Rang                                | Athlète                | 1-5            | 6-10           | 11-15          | 16-20        | 21-25        | 26-30        | 31-35        | 36-40        | 41          | 42          | 43          | 44          | 45          | Total |
| ----------------------------------- | ---------------------- | -------------- | -------------- | -------------- | ------------ | ------------ | ------------ | ------------ | ------------ | ----------- | ----------- | ----------- | ----------- | ----------- | ----- |
| Médaille d'or, Jeux olympiques      | Liu Yukun (CHN)        | 51.3           | 102.9          | 154.0          | 206.9        | 259.2        | 311.5        | 362.8        | 412.5        | 422.9       | 432.6       | 442.8       | 453.7       | 463.6       | 463.6 |
| Médaille d'argent, Jeux olympiques  | Serhiy Kulish (UKR)    | 50.8           | 102.7          | 153.9          | 206.7        | 258.7        | 311.1        | 361.3        | 412.6        | 423.0       | 432.9       | 442.0       | 451.9       | 461.3       | 461.3 |
| Médaille de bronze, Jeux olympiques | Swapnil Kusale (IND)   | 50.8           | 101.7          | 153.3          | 206.0        | 258.2        | 310.1        | 361.2        | 411.6        | 422.1       | 431.5       | 441.4       | 451.4       | -           | 451.4 |
| 4                                   | Jiří Přívratský (CZE)  | 51.3           | 101.5          | 153.5          | 206.4        | 259.2        | 311.0        | 359.7        | 409.5        | 419.9       | 430.4       | 440.7       | -           | -           | 440.7 |
| 5                                   | Jon-Hermann Hegg (NOR) | 52.1           | 103.7          | 155.3          | 207.8        | 259.6        | 312.1        | 361.6        | 410.5        | 420.3       | 430.2       | -           | -           | -           | 430.2 |
| 6                                   | Lucas Kryzs (FRA)      | 52.3           | 102.1          | 153.7          | 205.6        | 257.5        | 308.8        | 358.5        | 409.0        | 418.9       | -           | -           | -           | -           | 418.9 |
| 7                                   | Tomasz Bartnik (POL)   | 52.0           | 102.1          | 152.9          | 205.5        | 256.8        | 308.8        | 357.9        | 408.8        | -           | -           | -           | -           | -           | 408.8 |
| 8                                   | Lazar Kovačević (SRB)  | 49.7           | 101.5          | 152.3          | 204.5        | 257.1        | 307.9        | 357.7        | 407.4        | -           | -           | -           | -           | -           | 407.4 |